# Dundalk
Dundalk (irsky Dún Dealgan) je hlavní město hrabství Louth v Leinsteru v Irsku. Nachází se při ústí řeky Castletown do Dundalcké zátoky v blízkostí hranic se Severním Irskem přibližně stejně daleko od Dublinu i Belfastu. Jméno města se psalo Dundalgan a souviselo s mytickým válečníkem Cú Chulainnem. Bylo založeno v roce 1189. Podle zákonem definovaných hranic je největším městem v Irsku. Má 31 073 obyvatel. Včetně předměstí má 56 654 obyvatel.